# Jozafat Kocyłowski
Josyf Jozafat Kocyłowski (ukr. Йосафат Йосиф Коциловський; ur. 3 marca 1876 w Pakoszówce, zm. 17 listopada 1947 w łagrze w Czapajiwce koło Kijowa) – greckokatolicki biskup przemyski, męczennik, błogosławiony Kościoła katolickiego.

## Życiorys
Jozafat Kocyłowski był synem Petra Kocyłowskiego, posła Sejmu Krajowego Galicji.
W latach 1885/6–1889/90 uczęszczał do klas I-V w C. K. Gimnazjum w Sanoku (w okresie nauki szkolnej figurował pod imieniem Józef). W trakcie nauki w Sanoku zamieszkiwał na stancji u rodziny Germaków w domu przy ulicy Wąskiej 232, stojącym przy murze więziennym. Egzamin dojrzałości zdał w 1896 w C. K. Gimnazjum w Jaśle. Od 1901 studiował w Kolegium św. Jozafata w Rzymie. Na papieskim uniwersytecie Angelicum otrzymał stopień doktora filozofii i teologii. Święcenia kapłańskie przyjął w 1907. Po studiach został profesorem teologii dogmatycznej i wicerektorem Seminarium Duchownego w Stanisławowie.
2 października 1911 wstąpił do bazyliańskiego nowicjatu w Krechowie i przyjął tam zakonne imię Jozafat, na pamiątkę Jozafata Kuncewicza. W 1917 został mianowany greckokatolickim biskupem przemyskim. W 1918 był członkiem Ukraińskiej Rady Narodowej.

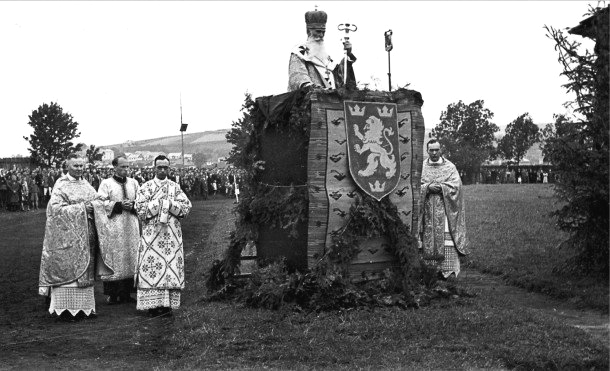
Biskup Kocyłowski przemawiający do ukraińskich ochotników 14 Dywizji Grenadierów SS w Przemyślu w 1943 r. W czasie nabożeństwa biskup upominał ich słowami: „Idźcie do boju i wróćcie jako zwycięzcy”.

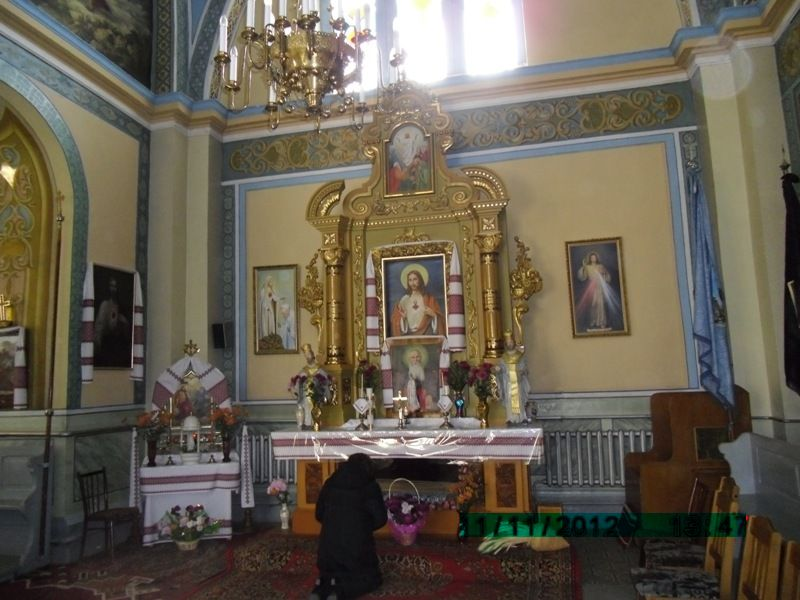
Relikwie błogosławionego Jozafata Kocyłowskiego

Wydarzeniem z okresu okupacji niemieckiej, budzącym najwięcej kontrowersji w życiorysie biskupa, było odprawione przez niego 4 lipca 1943 r. w Przemyślu nabożeństwo dla ukraińskich ochotników do 14 Dywizji Grenadierów SS, co stało się później punktem wyjścia do oskarżeń biskupa o współpracę z III Rzeszą.

### Aresztowania
W grudniu 1944, po rozpoczęciu akcji wysiedlania ludności ukraińskiej do ZSRR, u biskupa pojawiła się radziecka delegacja, która domagała się wydania zgody na wyjazdy księży greckokatolickich do ZSRR. Biskup odmówił, zasłaniając się koniecznością wydania zgody przez Watykan. Nakłaniano go również do wydania odezwy wzywającej do dobrowolnego wyjazdu do ZSRR, oraz do podpisania przez niego również zgody na wyjazd. Biskup Kocyłowski zdecydowanie odmówił.
20 września 1945 biskup Kocyłowski został aresztowany przez UB i osadzony w więzieniu w Rzeszowie na Zamku. Wraz z nim aresztowany został ksiądz Wasyl Hrynyk. Władze komunistyczne próbowały oskarżyć biskupa o współpracę z Niemcami, oraz o dostarczanie chleba ukraińskim więźniom w Przemyślu, ale z braku dowodów zrezygnowały z procesu, i 18 stycznia 1946 przekazały go organom NKWD na granicy w Szeginiach, które osadziły go w areszcie domowym w Mościskach. Był tam zachęcany do przejścia na prawosławie, ale zdecydowanie odmówił. 24 stycznia 1946 został przez żołnierzy Armii Czerwonej odwieziony z powrotem do Przemyśla. Powrót ten wywołał wściekłość UB, gdyż jego obecność utrudniała akcję wysiedlania Ukraińców do ZSRR. 25 czerwca 1946 został ponownie aresztowany przez UB i przekazany MWD USRR. 5 lipca 1946 został formalnie aresztowany pod zarzutami propagandy antysowieckiej, prowadzenia polityki polonizacyjnej w zachodnich obwodach Ukrainy, utrzymywania kontaktów z ukraińskim podziemiem nacjonalistycznym i OUN-UPA, kolaboracji z okupantem niemieckim i udziału w organizacji 14 Dywizji Grenadierów SS.
Po przesłuchaniach z zastosowaniem tortur utracił zdolność poruszania się i przyjmowania pokarmów, w związku z czym 23 września 1946 śledztwo zostało zamknięte. Wyrokiem sądu ukraińskiego okręgu wojsk MWD z 19–21 lutego 1947 został skazany za działalność antysowiecką na dziesięć lat łagru.
Zmarł w kolonii karno-poprawczej Czapajiwka (obecnie w granicach administracyjnych Kijowa).

## Beatyfikacja
24 kwietnia 2001 w obecności  papieża Jana Pawła II odbyło się w Watykanie ogłoszenie dekretu o heroiczności cnót Jozafata Kocyłowskiego. Został Beatyfikowany przez Jana Pawła II 27 czerwca 2001 na hipodromie we Lwowie podczas Liturgii, połączonej z beatyfikacjami 27 nowomęczenników greckokatolickich, odprawionej w obrządku bizantyjsko-ukraińskim, podczas pielgrzymki Jana Pawła II na Ukrainę.